# Bobures
Bobures ist ein Dorf Venezuelas, Verwaltungssitz des Municipio Sucre, im Süden des Bundesstaates Zulia. 

## Klima
Die Durchschnittstemperaturen schwanken zwischen 28 °C und 34 °C. 

## Geschichte
Als die Spanier im 16. Jahrhundert ankamen, fanden sie hier Indianer, die Gold aus den Anden zum Maracaibo-See brachten. In der Kolonialzeit wurde Bobures einer der Häfen, aus denen Waren der Andenregion über das Meer transportiert wurden.
Der Handelsverkehr wuchs besonders im 19. Jahrhundert. Viele Waren wurden aus Torondoy, Mérida, nach Bobures transportiert.
Im Mai 1913 wurde in der Nähe von Bobures die erste Zuckerfabrik Venezuelas gebaut.

## Söhne und Töchter
- Víctor Hugo Basabe (* 1961), römisch-katholischer Erzbischof von Coro

## Einzelnachweise

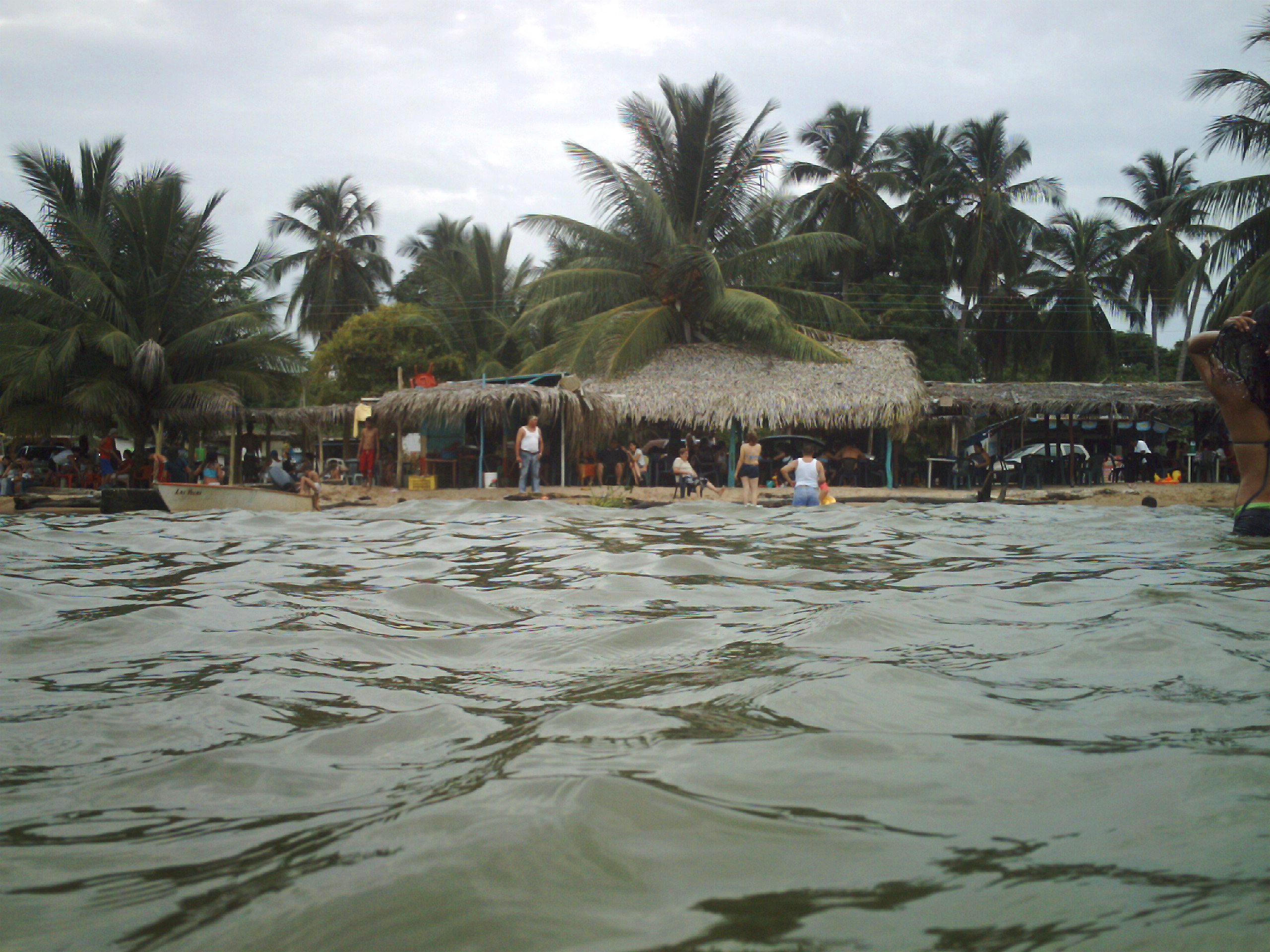
Maracaibosee Richtung Bobures